# أوميغا روبرتس
أوميغا روبرتس (بالفرنسية: Omega Roberts)‏ هو لاعب كرة قدم مالي وكونغولي في مركز الدفاع، ولد في 12 ديسمبر 1989 في مونروفيا في ليبيريا. شارك مع منتخب ليبيريا لكرة القدم. أما مع النوادي، فقد لعب مع النجم الأحمر بلغراد وديابل نوار وسيوي سبورت دي سان بيدرو وملادوست بودغوريتسا.

## وصلات خارجية
- أوميغا روبرتس على موقع قاعدة بيانات كرة القدم.إي يو (الإنجليزية)
- أوميغا روبرتس على موقع ناشيونال فوتبول تيمز (الإنجليزية)
- أوميغا روبرتس على موقع Soccerway.com (الإنجليزية)